# De samvirkende danske Forsvarsbroderselskaber
De samvirkende danske Forsvarsbroderselskaber er Danmarks ældste soldaterforening, stiftet i 1859. I 1930 blev veteranforeningen De danske Vaabenbrødre lagt ind under forsvarsbrødrene.
Forsvarsbrødrene er den største enkeltstående organisation blandt soldaterforeningerne og ejer bl.a. Bøffelkobbel.
Det består af borgere fra hæren, søværnet, flyvevåbnet, hjemmeværnet, civilforsvaret og beredskabskorpset. Det er ikke en betingelse, at man har gjort tjeneste for at blive optaget som medlem.

## Formænd og Præsidenter[1]
|    | Formænd for Samvirksomheden                          | Perioden    |
| 1  | Generalmajor V.H.O. Madsen                           | 1908 – 1917 |
| 2  | Kaptajn R. Schiøler                                  | 1908 – 1927 |
| 3  | Forpagter Johannes Ulrich                            | 1927 – 1943 |
| 4  | Kaptajn Arne Stevns                                  | 1943 – 1946 |
|    | Præsidenter for Samvirksomheden                      |             |
| 5  | Bogtrykker J.A. Kloster                              | 1946 – 1948 |
| 6  | Hofjægermester, ingeniør Oliver Sandberg             | 1949 – 1974 |
| 7  | Oberst Knud Østergård                                | 1974 – 1983 |
| 8  | Direktør, major Per Ammitzbøll                       | 1983 – 1995 |
| 9  | Major Helge Adam Møller                              | 1995 – 1999 |
| 10 | Skolebibliotekar Peter Thygesen                      | 1999 – 2006 |
| 11 | Oberst, midlertidig brigadegeneral Karl Erik Nielsen | 2006 – 2019 |
| 12 | Allan Poulsen, cand. mag. i historie                 | 2019 –      |